# Vayres-sur-Essonne
Vayres-sur-Essonne – miejscowość i gmina we Francji, w regionie Île-de-France, w departamencie Essonne.
Według danych na rok 1990 gminę zamieszkiwało 767 osób, a gęstość zaludnienia wynosiła 91 osób/km² (wśród 1287 gmin regionu Île-de-France Vayres-sur-Essonne plasuje się na 696. miejscu pod względem liczby ludności, natomiast pod względem powierzchni na miejscu 459.).